# Survivor Series 2003
Survivor Series 2003 è stata la diciassettesima edizione dell'omonimo pay-per-view, prodotto dalla World Wrestling Entertainment. L'evento si è svolto il 16 novembre 2003 all'American Airlines Center di Dallas (Texas) ed ha visto coinvolti sia i wrestler di Raw sia quelli SmackDown!.
Il match principale per quanto riguarda il brand di Raw fu quello per il World Heavyweight Championship tra Goldberg e Triple H, vinto da Goldberg per schienamento dopo aver eseguito una Spear e un Jackhammer. Il main event per quanto riguarda il brand di SmackDown fu il Buried Alive match tra The Undertaker e Mr. McMahon, vinto da quest'ultimo dopo che Kane interferì ed aiutò McMahon a seppellire The Undertaker. Questa fu l'ultima apparenza di The Undertaker come Big Evil/The American Badass che sarebbe poi tornato a WrestleMania XX con la gimmick del Deadman per la prima volta dal 1999. Il main event del brand di Raw fu il 5 contro 5 Traditional Survivor Series match tra il Team Bischoff (Chris Jericho, Christian, Randy Orton, Scott Steiner e Mark Henry) e il Team Austin (Shawn Michaels, Rob Van Dam, Booker T, Bubba Ray Dudley e D-Von Dudley). Il Team Bischoff vinse il match dopo che Orton eliminò per ultimo Michaels. Un altro incontro presente nella card fu l'Ambulance match tra Kane e Shane McMahon, vinto dal primo.

## Storyline
La faida principale, per quanto riguarda il roster di Raw, fu quella per il World Heavyweight Championship tra il campione Goldberg e lo sfidante Triple H. A SummerSlam, Triple H vinse l'Elimination Chamber match mantenendo il World Heavyweight Championship, eliminando per ultimo Goldberg. Al termine del match Triple H, insieme agli altri due membri dell'Evolution (Randy Orton e Ric Flair), ammanettò Goldberg alla gabbia e lo colpì ripetutamente con lo sledgehammer. La sera successiva, a Raw, Goldberg sfidò Triple H ad un match, ma HHH rifiutò dicendo che si sarebbero affrontati ad Unforgiven e disse che, se Goldberg avesse perso il match di Unforgiven, sarebbe stato costretto a ritirarsi. Ad Unforgiven, Goldberg sconfisse Triple H conquistando il World Heavyweight Championship. Nella puntata di Raw del 29 settembre, HHH mise in palio una ricompensa di $100,000 a chiunque fosse stato in grado di mettere fuori gioco Goldberg. Dopo vari tentativi da parte di Steven Richards, de La Résistance, di Mark Henry e di Tommy Dreamer; nella puntata di Raw del 20 ottobre, Goldberg venne messo "fuori gioco" da Batista, durante un match valido per il World Heavyweight Championship tra Da Man e Shawn Michaels, in cui Batista lo infortunò alla caviglia utilizzando una sedia d'acciaio. La settimana successiva, l'Evolution diede la ricompensa a Batista e, con Goldberg infortunato, il Co-General Manager di Raw Eric Bischoff decise di ridare il World Heavyweight Championship nelle mani di Triple H. Bischoff, però, venne interrotto dall'altro Co-General Manager di Raw Steve Austin, che annunciò che Goldberg sarebbe tornato in tempo per difendere il titolo contro Triple H alle Survivor Series. La settimana successiva, Goldberg colpì Batista con lo sledgehammer di HHH, vendicandosi dell'attacco subito nelle settimane precedenti.
La faida principale, per quanto riguarda il roster di SmackDown, fu quella tra il Chairman della WWE Vince McMahon e The Undertaker. A No Mercy, dopo aver sconfitto sua figlia Stephanie McMahon in un "I Quit" match, costringendola ad abbandonare la propria carica di General Manager di SmackDown, Vince McMahon interferì nel Biker Chain match, valido per il WWE Championship, tra il campione Brock Lesnar e lo sfidante The Undertaker, facendo perdere quest'ultimo. Nella puntata di SmackDown del 23 ottobre, McMahon incaricò la responsabilità di General Manager di SmackDown a Paul Heyman che, come primo match, stipulò un Handicap match tra Lesnar e Big Show contro Undertaker e, se Taker avesse vinto, avrebbe potuto decidere di affrontare qualunque superstar a qualsiasi evento. Heyman mise molti ostacoli di fronte ad Undertaker, ma Taker riuscì comunque a vincere il match. Finito il match, Vince McMahon si presentò sullo stage chiedendo ad Undertaker chi aveva deciso di affrontare ed in quale tipo di match e Taker rispose che avrebbe combattuto in un Buried Alive match alle Survivor Series. Credendo che Undertaker avesse scelto Lesnar come suo avversario, McMahon disse di sperare che Lesnar lo seppellisca vivo, ma inaspettatamente, Taker scelse di affrontare proprio Vince in un Buried Alive match alle Survivor Series; lasciando il Chairman di stucco.
La faida secondaria, per quanto riguarda il roster di Raw, fu quella tra i due Co-General Manager di Raw, Eric Bischoff e Steve Austin. Bischoff ebbe il controllo del brand dal 15 luglio 2002, ma dal 28 aprile 2003 (la sera dopo Backlash) fu costretto a condividere la sua carica di General Manager con Austin e la loro faida andò avanti per tutta l'estate del 2003. Nella puntata di Raw del 21 luglio, Linda McMahon mise una restrizione su Austin, dicendo che non avrebbe potuto assalire fisicamente nessuna superstar di Raw, a meno che non fosse stato lui ad essere fisicamente provocato. 
Nella puntata di Raw del 20 ottobre, Bischoff propose ad Austin di sfidarlo in un 5-on-5 Traditional Survivor Series match con la possibilità di scegliere i membri del proprio team e, inoltre, se Austin avesse vinto, la restrizione impostagli da Linda McMahon sarebbe scomparsa; mentre se Bischoff avesse vinto, Austin avrebbe dovuto abbandonare la carica di Co-General Manager di Raw. Austin accettò la proposta e Bischoff annunciò i primi due membri del suo team delle Survivor Series, ossia Scott Steiner e Chris Jericho. Più tardi, in serata, Austin annunciò Booker T come primo membro del suo team delle Survivor Series. La settimana successiva, Rob Van Dam ed i Dudley Boyz entrarono a far parte del team di Austin; mentre Christian e Mark Henry entrarono a far parte del team di Bischoff. Nella puntata di Raw del 3 novembre, Austin e Bischoff annunciarono il loro ultimo membro dei rispettivi team, Shawn Michaels accettò l'invito di Austin ad entrare a far parte del suo team; mentre Bischoff annunciò Randy Orton, il quale aveva sconfitto proprio Michaels ad Unforgiven (grazie all'aiuto di Ric Flair), come ultimo membro del suo team. Nella puntata di Raw del 10 novembre, i membri di entrambi i team si affrontarono in quattro match, tutti vinti dal team Austin; i Dudley Boyz sconfissero Steiner ed Henry per squalifica in un tag team match, RVD sconfisse Christian, Booker T batté Jericho e Michaels ebbe la meglio su Orton, portandosi in vantaggio in vista del match ad eliminazione delle Survivor Series.

## Evento
Prima della messa in onda dell'evento, Tajiri sconfisse Jamie Noble dopo l'esecuzione del Buzzsaw Kick per mantenere il Cruiserweight Championship a Sunday Night Heat.

### Match preliminari
L'evento si aprì con il 5-on-5 Traditional Survivor Series Tag Team Elimination match tra il Team Angle (Kurt Angle, Bradshaw, Chris Benoit, Hardcore Holly e John Cena) contro il Team Lesnar (il WWE Champion Brock Lesnar, A-Train, lo United States Champion Big Show, Matt Morgan e Nathan Jones). Prima dell'inizio del match, Holly attaccò Lesnar e, durante la rissa tra i due, Holly spinse violentemente l'arbitro facendosi, così, eliminare per squalifica. In seguito, Bradshaw eliminò A-Train dopo l'esecuzione della Clothesline from Hell. Bradshaw fu poi schienato ed eliminato da Big Show dopo essere stato colpito dalla Chokeslam. Successivamente, Angle eliminò prima Morgan dopo l'esecuzione della Angle Slam e poi Jones dopo averlo sottomesso alla Ankle Lock. Angle fu poi eliminato da Lesnar dopo aver subito la F-5. In seguito, Benoit intrappolò Lesnar nella Crippler Crossface e lo forzò alla sottomissione per eliminarlo. Nel finale, Cena colpì Big Show al volto con una catena d'acciaio per poi atterrarlo con la F-U. Cena schienò poi Big Show per dare la vittoria al proprio team e dunque lui e Benoit furono gli ultimi sopravvissuti. Alla fine dell'incontro Cena stresse la mano a Benoit, diventando così un face a tutti gli effetti.
Il secondo match fu quello valevole per il Women's Championship tra la campionessa Molly Holly e la sfidante Lita. Dopo che Lita fallì il Litasault, Molly colpì Lita con la Molly-Go-Round, ma ottenne solamente un conto di due. Nel finale, Molly eseguì un drop toe hold su Lita, facendo cadere quest'ultima contro un tenditore delle corde del ring esposto, e la schienò per mantenere il titolo femminile.
L'incontro successivo fu l'Ambulance match tra Kane e Shane McMahon. Il match iniziò all'esterno del ring, dove Kane lanciò Shane contro dei gradoni d'acciaio. A metà match, Shane colpì Kane con un Leap of Faith attraverso il tavolo dei commentatori, mandandolo in frantumi. Il match si spostò poi nel backstage dell'arena, dove Shane colpì Kane con una kendo stick per poi gettarlo attraverso una cabina di sicurezza utilizzando un SUV. In seguito, Kane si rialzò e riportò Shane all'interno dell'arena per lanciarlo contro una fiancata dell'ambulanza. Shane reagì sbattendo la porta dell'ambulanza in faccia a Kane e salì sul tetto del veicolo per poi gettarsi contro Kane con un Coast-To-Coast. Successivamente, Shane alzò Kane per rinchiuderlo nell'ambulanza, ma quest'ultimo contrattaccò con dei pugni per poi eseguire su Shane il Tombstone Piledriver sul pavimento dello stage. Kane lanciò poi Shane dentro l'ambulanza e lo rinchiuse all'interno del veicolo per vincere il match.
Il quarto match fu quello valevole per il WWE Tag Team Championship tra la coppia campione dei Basham Brothers, accompagnati da Shaniqua, contro i Los Guerreros. Il match iniziò all'esterno del ring. In seguito, Eddie e Chavo attaccarono Shaniqua, la quale provò ad interferire in favore dei Basham Brothers. Dopo che Chavo colpì accidentalmente Eddie, Danny schienò Chavo con un roll-up per vincere il match e mantenere i titoli di coppia.

### Match principali
Il match che seguì fu il 5-on-5 Traditional Survivor Series Tag Team Elimination match tra il Team Austin (Booker T, i World Tag Team Champions Bubba Ray Dudley e D-Von Dudley, l'Intercontinental Champion Rob Van Dam e Shawn Michaels) contro il Team Bischoff (Chris Jericho, Christian, Mark Henry, Randy Orton e Scott Steiner). Steiner fu il primo ad essere eliminato dopo l'esecuzione della Book-End da parte di Booker T, che venne eliminato pochi secondi dopo da Henry dopo essere stato colpito dalla World's Strongest Slam. Successivamente, Henry fu prima colpito dalla 3D di Bubba Ray e D-Von e poi dalla Five Star Frog Splash di Van Dam, con quest'ultimo che schienò Henry per eliminarlo dal match. Orton eliminò poi Van Dam dopo l'esecuzione della RKO. Pochi minuti dopo, Jericho eseguì un Flashback su D-Von per poi schienarlo ed eliminarlo, mentre Christian estromise poi Bubba Ray dopo l'esecuzione della Unprettier. Rimasto solo contro tre avversari, Michaels accusò l'inferiorità numerica e venne ridotto ad una maschera di sangue da Christian, Jericho e Orton. Nonostante ciò, Michaels riuscì prima ad eliminare Christian dopo l'esecuzione della Sweet Chin Music e poi anche Jericho dopo aver rovesciato la Walls of Jericho in un inside cradle. Dopo che Austin e Bischoff iniziarono ad attaccarsi a vicenda verso la rampa dello stage, l'arbitro venne accidentalmente messo KO da Orton e Batista ne approfittò per salire sul ring e colpire Michaels con la Batista Bomb. Orton schienò poi Michaels per dare la vittoria al Team Bischoff spodestando, così, Austin dalla carica di Co-General Manager di Raw.
Il sesto incontro fu il Buried Alive match tra The Undertaker e Mr. McMahon. Durante il match, The Undertaker colpì violentemente McMahon con diversi pugni alla testa, aprendogli una ferita. In seguito, The Undertaker colpì McMahon alla fronte con una pala. L'American Badass portò poi McMahon verso la zona di sepoltura. Giunti al punto, McMahon contrattaccò colpendo The Undertaker alla testa con una pala per poi gettarlo nella buca per seppellirlo vivo, ma il deadman rovesciò il tutto spingendo McMahon dentro la buca. The Undertaker cercò di salire sul caterpillar per buttare della terra su McMahon in modo tale da seppellirlo, ma un'improvvisa esplosione frastornò l'American Badass. Kane interferì e lanciò The Undertaker all'interno della buca. McMahon uscì dalla buca e ordinò di azionare il caterpillar per gettare la terra su The Undertaker per poi seppellirlo vivo e vincere il match.
Il main event fu il match per il World Heavyweight Championship tra il campione Goldberg e lo sfidante Triple H. Durante il match, Triple H si focalizzò nell'attaccare la caviglia destra infortunata di Goldberg. In seguito, Ric Flair, Batista e Randy Orton interferirono in favore del loro alleato Triple H. Tuttavia, Goldberg li respinse colpendo tutti e tre con lo sledgehammer di Triple H. Nel finale, Goldberg colpì Triple H con la Spear, poi eseguì il Jackhammer per la vittoria finale.

## Risultati
| #    | Incontri | Stipulazioni | Durata |
| ---- | --- | --- | ------ |
| Heat | Tajiri (c) (con Akio e Sakoda) ha sconfitto Jamie Noble                                                                                                  | Single match per il WWE Cruiserweight Championship                                                                                         | 04:13  |
| 1    | Bradshaw, Chris Benoit, Hardcore Holly, John Cena e Kurt Angle hanno sconfitto A-Train, Big Show, Brock Lesnar, Matt Morgan e Nathan Jones               | Five-on-five traditional survivor series elimination match                                                                                 | 13:15  |
| 2    | Molly Holly (c) ha sconfitto Lita | Single match per il WWE Women's Championship                                                                                               | 06:48  |
| 3    | Kane ha sconfitto Shane McMahon | Ambulance match | 13:34  |
| 4    | The Basham Brothers (c) hanno sconfitto Los Guerreros | Tag team match per il WWE Tag Team Championship                                                                                            | 07:31  |
| 5    | Chris Jericho, Christian, Mark Henry, Randy Orton e Scott Steiner hanno sconfitto Booker T, Bubba Ray Dudley, D-Von Dudley, Rob Van Dam e Shawn Michaels | Five-on-five traditional survivor series elimination match Se il Team Austin avesse perso, Steve Austin sarebbe stato licenziato dalla WWE | 27:27  |
| 6    | Vince McMahon ha sconfitto The Undertaker | Buried alive match | 11:59  |
| 7    | Goldberg (c) ha sconfitto Triple H (con Ric Flair) | Single match per il World Heavyweight Championship                                                                                         | 11:45  |

### Survivor series elimination match
Team Angle vs. Team Lesnar
| Nº eliminazione | Wrestler                              | Team                                  | Eliminato da                          | Modalità di eliminazione              | Tempo                                 |
| --------------- | ------------------------------------- | ------------------------------------- | ------------------------------------- | ------------------------------------- | ------------------------------------- |
| 1º              | Hardcore Holly                        | Team Angle                            | -                                     | Squalifica                            | 00:00                                 |
| 2º              | A-Train                               | Team Lesnar                           | Bradshaw                              | Clothesline from Hell                 | 00:27                                 |
| 3º              | Bradshaw                              | Team Angle                            | Big Show                              | Showstopper                           | 00:48                                 |
| 4º              | Matt Morgan                           | Team Lesnar                           | Kurt Angle                            | Angle Slam                            | 09:11                                 |
| 5º              | Nathan Jones                          | Team Lesnar                           | Kurt Angle                            | Ankle Lock                            | 09:31                                 |
| 6º              | Kurt Angle                            | Team Angle                            | Brock Lesnar                          | F-5                                   | 09:43                                 |
| 7º              | Brock Lesnar                          | Team Lesnar                           | Chris Benoit                          | Crippler Crossface                    | 11:43                                 |
| 8º              | Big Show                              | Team Lesnar                           | John Cena                             | F-U                                   | 13:15                                 |
| Sopravvissuti:  | Chris Benoit e John Cena (Team Angle) | Chris Benoit e John Cena (Team Angle) | Chris Benoit e John Cena (Team Angle) | Chris Benoit e John Cena (Team Angle) | Chris Benoit e John Cena (Team Angle) |

Maggior numero di eliminazioni: Kurt Angle (2)
Team Austin vs. Team Bischoff
| Nº eliminazione | Wrestler                    | Team                        | Eliminato da                | Modalità di eliminazione    | Tempo                       |
| --------------- | --------------------------- | --------------------------- | --------------------------- | --------------------------- | --------------------------- |
| 1º              | Scott Steiner               | Team Bischoff               | Booker T                    | Book-End                    | 07:28                       |
| 2º              | Booker T                    | Team Austin                 | Mark Henry                  | World's Strongest Slam      | 07:57                       |
| 3º              | Mark Henry                  | Team Bischoff               | Rob Van Dam                 | Five-Star Frog Splash       | 10:03                       |
| 4º              | Rob Van Dam                 | Team Austin                 | Randy Orton                 | RKO                         | 12:06                       |
| 5º              | D-Von Dudley                | Team Austin                 | Chris Jericho               | Flashback                   | 13:49                       |
| 6º              | Bubba Ray Dudley            | Team Austin                 | Christian                   | Unprettier                  | 16:53                       |
| 7º              | Christian                   | Team Bischoff               | Shawn Michaels              | Sweet Chin Music            | 20:28                       |
| 8º              | Chris Jericho               | Team Bischoff               | Shawn Michaels              | Roll-up                     | 23:58                       |
| 9º              | Shawn Michaels              | Team Austin                 | Randy Orton                 | Batista Bomb di Batista     | 27:27                       |
| Sopravvissuto:  | Randy Orton (Team Bischoff) | Randy Orton (Team Bischoff) | Randy Orton (Team Bischoff) | Randy Orton (Team Bischoff) | Randy Orton (Team Bischoff) |

Maggior numero di eliminazioni: Randy Orton e Shawn Michaels (2)